# 阿噶巴尔济
阿噶巴尔济（1423年—1453年），明朝称之为阿八丁王，或作阿喀巴尔津，鞑靼君主，第28代蒙古大汗，阿寨的次子，脱脱不花的异母弟。
1438年，脱脱不花任命他为济农（晋王），相当于副汗。1451年，脱脱不花和掌权的太师也先决裂。阿噶巴尔济开始帮助脱脱不花击败也先，后来不听儿子哈剌苦出劝阻，背叛脱脱不花，勾结也先。脱脱不花败走，不久被杀。阿噶巴尔济被拥立为傀儡可汗，封也先为济农。1453年，也先设计诱杀阿噶巴尔济，尽杀黄金家族宗室，自称“大元田盛大可汗”，成为第一个非黄金家族的可汗。哈剌苦出在逃亡路上遇害，留有遗腹子巴彦蒙克（达延汗的父亲）。